# Siergiej Fokin
Siergiej Aleksandrowicz Fokin, ros. Сергей Александрович Фокин (ur. 26 czerwca 1961 roku w Uljanowsku) – radziecki piłkarz, który grał na pozycji obrońcy.

## Kariera klubowa
Urodził się w Ulianowsku, ale po roku wraz z rodzicami wyjechał do Kirgiskiej SRR. Karierę piłkarską rozpoczął w klubie Ałga Frunze. W 1984 został piłkarzem CSKA Moskwa, w którym dosłużył się do czynu majora. W 1992 wyjechał do Niemiec, gdzie bronił barw klubu Eintracht Brunszwik. Po zakończeniu kariery pozostał w Niemczech na stałe.

## Sukcesy
- Puchar Związku Radzieckiego: 1991
- Mistrzostwo Związku Radzieckiego: 1991